# Corentin Tolisso
Corentin Tolisso (Tarare, 3 de agosto de 1994) é um futebolista francês que atua como volante. Atualmente joga no Lyon.

## Carreira

### Lyon
Começou sua carreira no Lyon em 2013.

### Bayern de Munique
No dia 14 de junho de 2017 foi contratado pelo Bayern de Munique por 41,5 milhões de euros, superando os 40 milhões gastos no volante Javi Martínez, tornando-se assim a compra mais cara da história do clube bávaro.

### Seleção Francesa
Foi um dos 23 convocados pelo técnico Didier Deschamps para a Copa do Mundo de 2018. Embora reserva, atuou em cinco partidas e conquistou o bicampeonato na Rússia.

## Títulos
Bayern de Munique
- Supercopa da Alemanha: 2017, 2020, 2021
- Campeonato Alemão: 2017–18, 2018–19, 2019–20, 2020–21 e 2021–22
- Copa da Alemanha: 2018–19 e 2019–20
- Liga dos Campeões da UEFA: 2019–20
- Supercopa da UEFA: 2020
- Copa do Mundo de Clubes da FIFA: 2020[3]

Seleção Francesa
- Copa do Mundo FIFA: 2018